# جياني كوشيا
جياني كوشيا Gianni Coscia (ولد في 29 يناير 1931 في أليساندريا)هو عازف أكورديون إيطالي.
اشتهر بعزف موسيقى الجاز على الأكورديون. كان في الأصل محاميا، ثم ترك المهنة وتفرغ بالكامل لعزف الأكورديون لموسيقى الجاز. 
قام بالعديد من الجولات الموسيقية حول العالم.
وهو عضو في مجلس أكاديمية تشيغيانغ الموسيقية في مدينة سيينا الإيطالية.

## روابط خارجية
- جياني كوشيا على موقع IMDb (الإنجليزية)
- جياني كوشيا على موقع ميوزك برينز (الإنجليزية)
- جياني كوشيا على موقع أول ميوزيك (الإنجليزية)
- جياني كوشيا على موقع ديسكوغز (الإنجليزية)
- جياني كوشيا على موقع قاعدة بيانات الفيلم (الإنجليزية)